# 秋田弁の音韻
秋田弁の音韻（あきたべんのおんいん）では、秋田県で話される日本語の方言である秋田弁（方言学では秋田方言と呼ばれる）の音韻（発音）について記述する。
秋田方言の音韻（発音）は、他地域の東北方言にも言えることであるが、共通語との差が大きい。以下では、発音表記に国際音声記号 (IPA) を用い、音素は / / で、具体的音声は [ ] で囲んで表記する。

## 母音

### 単母音

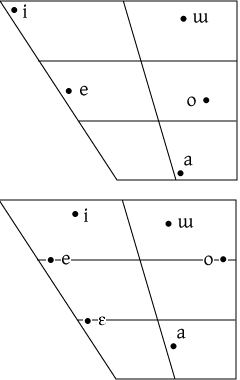
共通語と秋田方言の単母音の調音位置の模式図。図の左ほど舌の盛り上がりの位置が前であり、右ほど奥である。また図の上ほど口の開きが小さく、下ほど大きい。母音の発音には年代差、地域差、個人差がある。

秋田方言の母音音素は、共通語より1つ多い、/a/ 、/i/ 、/u/ 、/e/ 、/ɛ/ 、/o/ の6つが認められる。
共通語のアにあたる /a/ の音声は共通語とほぼ同じ非円唇中舌広母音の [ä] （以下では [a] と表記する）であるが、共通語よりやや口の開きが狭い傾向がある。また共通語のオは 円唇後舌半狭母音 [o] と 円唇後舌半広母音 [ɔ] の中間の [o̞] であるが、秋田方言の /o/ は共通語よりやや狭く、基本母音の [o] とほぼ同じ程度の口の開きで発音されることがある。また、/o/ の唇の丸めが共通語より弱く、平唇化した非円唇後舌半狭母音 [ɤ] のように発音されることもある。しかし、これらの母音音素の発音は、共通語のアやオとの差異はそれほど目立つものではない。他の4つの母音はいずれも共通語にない発音であり、秋田方言の特色をなすものである。
共通語のイは非円唇前舌狭母音の /i/ であるが、秋田方言の /i/ の音声はかなり中舌寄りの [ï] である。また、共通語のウは唇の丸めが弱い非円唇後舌狭母音の [ɯ] でありやや中舌寄りであるが、秋田方言ではさらに唇の丸めが弱く中舌寄りの [ɯ̈] である。そのため、/i/ と /u/ は共通語のイとウよりも互いに近く発音される。/i/ が直前の子音を口蓋化する程度は共通語より弱いが、後述するように、/k/ 、/ɡ/ 、/h/ 、/p/ 、/b/ などと結合した場合には強い口蓋化が認められることがある。
子音 /s/ 、/c/ 、/z/ と結合した場合には、/i/ と /u/ が /i/ に統合されており、共通語のシとス、チとツ、ジとズにあたる音節が区別できない。例えば「獅子」（しし）と「煤」（すす）と「寿司」（すし）はいずれも [sïsï] （シシ）、「梨」（なし）と「茄子」（なす）はいずれも [nasï] （ナシ）、「乳」（ちち）と「土」（つち）はいずれも [ʦïzï] （チジ）、「口」（くち）と「靴」（くつ）はいずれも [kɯ̈zï] （クジ）、「籤」（くじ）と「屑」（くず）はいずれも [kɯ̈ ̃ʣï] （クンジ）のように発音され、アクセントと母音の無声化の位置以外は区別がなく同音異義語となる。/su/ 、/cu/ 、/zu/ という音節が欠如しているとみなすことができ、これは北奥羽方言に共通する特徴である。しかし個人によっては南奥羽方言のようにどちらも [ɯ̈] と発音する者も存在する。 また、文字教育を受けた現代の高年層・中年層の中には、シ・チ・ジを [sï] 、[ʦï] 、[zï] と発音し、ス・ツ・ズを [sɯ̈] 、[ʦɯ̈] 、[zɯ̈] と発音して区別していると意識している者も存在する。これ以外の行の場合には /i/ と /u/ は互いに明確に区別されており、例えば「煮る」（にる）と「塗る」（ぬる）はそれぞれ [nïɾɯ̈] （ニル）と [nɯ̈ɾɯ̈] （ヌル）と発音されて混同されることはない。
共通語のエは非円唇前舌半狭母音 [e] と 非円唇前舌半広母音 [ɛ] の中間の [e̞] であるが、秋田方言の /e/ の発音は共通語よりやや狭く、基本母音 の [e] とほぼ等しい。
/i/ と /e/ が子音と結合せず母音単独の場合は /e/ に合一して発音され区別がない。つまり共通語のイとエにあたる音節の区別がない。具体的な発音は[e̞] や [e] 、 [ɪ] のような発音でやや幅がある。例えば「息」（いき）と「駅」（えき）はどちらも [eɡʑï] （エギ）と発音され、「鯉」（こい）と「声」（こえ）はどちらも [koe] （コエ）と発音されて区別がない。しかし、高年層では、「胃」「胆」のようにイという母音単独で語を形成する場合に限り、直前に軽い摩擦音を伴って [ʲï] や [ɾï] と発音される傾向が強く、「絵」「柄」は [e] と発音されて区別がある。多くの地域では、共通語のイにあたる音節とエにあたる音節はほとんど全て /e/ に合流しており、単独の /i/ がある語は数語に限られる。やや世代が下がると、「胃」「胆」も [e] と発音されて区別されなくなる傾向がある。また、県北方言の中には、北秋田市の旧鷹巣町や旧阿仁町などに、「息」「駅」や「鯉」「声」などのような語も [ï] や [ʲï] と [e] とで区別する地点がある。
共通語にない母音音素 /ɛ/ は、共通語のアイ、アエにあたる連母音が融合してできたものであり、他の母音音素に比べて安定していない。世代が下がると /e/ との区別が失われる傾向にあり、中年層でも既に区別しない発音が一般的である。
現代の中年層以下の年代では共通語化が著しく、母音音素が共通語と同じ5つになり、各母音の具体的発音も共通語と同じになっている者が多い。また、共通語のシとス、チとツ、ジとズの混同、イとエの混同などの特徴も中年層では失われつつある。中年層では県南部ほど共通語化が進み、県北西部ほど方言音を残す傾向がある。若年層では全域でこれらの特徴が失われ共通語と同じ発音になっている。

### 連母音
共通語のアイ、アエにあたる /ai/ 、/ae/ は融合して /ɛ/ となっており、[ɛ] や [æ] のように発音される。高年層においては連母音としての意識が強いと見られ、[ɛa]、[eɛ] 、[ɛæ] など、発音の途中で調音点が移動する曖昧な二重母音に発音される傾向がある。また発音時間も [ɛ] 、[ɛˑ] 、[ɛː] のように、短音から長音の間で一定していない。なお、後述するように秋田方言では長音が十分に長く発音されないため、以下の発音記号では半長母音を示す [ˑ] を用いる。この母音は「高い」（[taɡɛˑ]、タゲァ）、「浅い」（[asɛˑ]、アセァ）、「太鼓」（[tɛˑɡo]、テァゴ）、「苗」（[nɛˑ]、ネァ）、「蝿」（[ɸɛˑ]、フェァ）、「お前」（[omɛˑ]、オメァ）、「塩梅」（[a ̃bɛˑ]、アンベァ）、「しょっぱい」（[ɕop̚pɛˑ]、ショッペァ）、「早い」（[hajɛˑ]、ハイェァ）、「暗い」（[kɯ̈ɾɛˑ]、クレァ）、「弱い」（[joɰɛˑ]、ヨウェァ）などほぼ全ての子音の後に現れる。しかし、「外国」「ネクタイ」のように秋田方言に元々存在しなかった新しい語彙では融合せず、[ɡaekoɡɯ̈] （ガエコグ）、[nekɯ̥̈tae] （ネクタエ）のように [ae] （アエ）になることが普通である。また、米代川の上流地域では融合しない /ai/ が優勢な地点が多く、特に藤里町藤琴、大館市上代野、鹿角市十和田毛馬内などの地点ではほとんど /ɛ/ が認められない。
共通語のエイにあたる /ei/ は融合して [eˑ] などと発音される。これは共通語とほぼ同じである。ただし単母音の場合と同じく共通語よりやや狭い。高年層ではアイ、アエとははっきりとした区別があり、例えば「蝿」を [ɸɛˑ] （フェァー）というのに対し 「塀」を [ɸeˑ] （フェー）というように区別する。
共通語のウイ、オイにあたる /ui/ 、/oi/ は融合してそれぞれ [ïˑ] 、[eˑ] と発音されることが多い。例えば「寒い」は [samïˑ] （サミ）または [sa ̃bïˑ] （サンビ）、「白い」は [sïɾeˑ] （シレ）のように発音される。ただし、ウイとオイの場合、 [samɯ̈ï] （サムイ）、[sïɾoe] （シロエ）のような融合しない発音も平行して聞かれるなど、必ずしも規則的に融合するわけではない。
共通語のアウ、オウにあたる /au/ 、/ou/ は動詞の終止形・連体形の場合は融合せず、例えば「買う」は [kaɯ̈] （カウ）、「思う」は [omoɯ̈] （オモウ）のように発音される。しかし漢字語では歴史的仮名遣いのアウ、オウがいずれも融合して [o̞ˑ] となっており、中世の中央語や現代新潟方言、九州方言などに見られる開音と合音の区別はない。
共通語のイエ、ウエ、オエなどにあたる /ie/ 、/ue/ 、/oe/ も融合することがしばしばあり、いずれも [e] になる。例えば「見える」を [meɾɯ̈] （メル）、「食え」を [ke] （ケ）、「覚える」を [o ̃beɾɯ̈] （オンベル）というような例がある。
中年層では、/ɛ/ と /e/ の区別が失われ、/ai/ も /oi/ もどちらも [eː] や [e̞ː] のように発音される傾向が強い。「甘い」「高い」などの形容詞の場合では若年層でも母音融合が盛んであるが、発音は [ame̞ː] （アメー）、[taɡe̞ː] （タゲー）などになる。中年層以下ではアエ、エイ、オイが融合した場合にも [e̞ː] と発音されアイとの区別がなくなるのが普通である。

### 母音の無声化
共通語のイとウにあたる狭母音の /i/ と /u/ は、無声子音 /k/ 、/s/ 、/t/ 、/c/ 、/p/ に挟まれた場合や、それらの無声子音と結合して語末に位置した場合に母音の無声化を起こす（IPAでは母音の下に。を付けて表す）。例えば「北」は [kɕï̥ta] 、「櫛」は [kɯ̥̈sï] 、「～です」は [desï̥] のように発音される。母音の無声化は、東北地方南部、関東地方（東京方言を含む）、北陸地方、出雲地方、九州地方に目立つ一方、北海道、秋田県を含む東北地方北部、中部地方、近畿地方、中国地方（出雲地方を除く）、四国地方にはあまり目立たないと分類されることが多い。しかし、前述した条件でも母音イやウが無声化することがほとんどない近畿方言や四国方言とは違い、秋田方言を含む東北方言は母音イとウの無声化に関してはむしろ盛んである。
上記の条件を満たす場合でも、/i/ や /u/ を含む音節がアクセントの上で高く発音される場合、無声化は起こらない。例えば「獅子」「寿司」「煤」はいずれも /sisi/ でどちらの音節も無声化の条件を満たしているが、「獅子」「煤」はアクセントが「高低」であるために後の /i/ が無声化して [sïsï̥] と発音され、「寿司」はアクセントが「低高」であるために前の /i/ が無声化して [sï̥sï] と発音される。

## 子音
秋田方言の子音音素は共通語と同じ /k/ 、/s/ 、/t/ 、/c/ 、/n/ 、/h/ 、/m/ 、/r/ 、/ɡ/ 、/d/ 、/b/ 、/p/ が、また半母音として /j/ と /w/ が認められる。

### 直音
直音とは拗音や促音、撥音以外の音節を指す。
/k/ と /ɡ/ は、語頭での発音はそれぞれ [k] と [ɡ] である。共通語では /i/ と結合した場合にやや口蓋化して[kʲi] 、[ɡʲi] と発音されるが、秋田方言では口蓋化の程度が共通語よりかなり強く、摩擦音が介在した [kɕï] 、[ɡʑï] に発音される。場合によってはそれぞれ /ci/ （チ・ツ） や /zi/ （ジ・ズ）とやや紛らわしく聞こえることがあるが、個別的な例を除いて混同することはない。語中では後述するように /k/ は有声化して [ɡ] と、/ɡ/ は鼻音化して [ŋ] と発音される。
/s/ と /z/ は、語頭ではそれぞれ摩擦音の [s] 、破擦音の [ʣ] と発音される。ただし /z/ の破裂の程度は弱く、[dz] または [z] のように不完全な破擦音や完全な摩擦音で発音されることもある。共通語では/s/ や /z/ は /i/ と結合した場合に口蓋化してそれぞれ [ɕi] （シ）、[ʥi] （ジ）と発音されるが、秋田方言では口蓋化せず [sï] （スィとスの中間）、[ʣï] （ズィとズの中間）と発音される。このため、他地域の人にはス、ズのように聞き取られることが多い。前述したように、秋田方言では共通語のシとスにあたる音節が区別されずどちらもこの発音になる。ただし中年層ではこのような発音は北西部に限られつつあり、若年層では全域が子音も含めて共通語と同じ発音になっている。一方、 共通語のセ、ゼにあたる /se/ 、/ze/ は、高年層を中心に [ɕe] （シェ）、[ʥe] （ジェ）と発音される。これは歴史的には中世末期の中央語（京都方言）に見られた発音の残存である。/se/ については、さらに舌の位置が後ろ寄りになり、[çe] （ヒェ）、[he] （ヘ） と発音されることもある。例えば「背中」は[senaɡa] （セナガ）、 [ɕenaɡa] （シェナガ）、[çenaɡa] （ヒェナガ）、[henaɡa] （ヘナガ）の発音が並存している。
/t/ と /d/ は、語頭ではそれぞれ [t] 、[d] と発音される。/i/ と結合した場合には共通語と同じように /ci/ 、/zi/ に変化しており、さらに /u/ と結合した場合も /ci/ と /zi/ になっているため、共通語と同様に /ti/ 、/tu/ 、/di/ 、/du/ の音節は欠けている。語中では後述するように /t/ は有声化して [d] と、/d/ は鼻音化して [ ̃d] と発音される。
/c/ は共通語ではチ・ツに認められる子音音素である。共通語ではチが /ci/ （[ʨi]）、ツが /cu/ （[ʦɯ]）とみなされる。秋田方言では共通語のチ・ツにあたる音節がどちらも [ʦï] （ツィとツの中間）と発音されるため、/ci/ が存在し /cu/ は欠けているとみなせる。/ca/ （ツァ）、/co/ （ツォ）という組み合わせも少数認められる。語中では有声化して [z] と発音される。
/h/ は共通語では/a/ 、/e/ 、/o/ と結合した場合は [h] であるが、/i/ や /j/ と結合した場合に口蓋化して [ç] と発音され、/u/ と結合した場合には両唇を近付ける [ɸ] となる。秋田方言では /u/ と結合した場合には共通語とあまり変わらない [ɸɯ̈] であるが、高年層では /i/ 、/e/ と結合した場合にも両唇を近付ける [ɸï] （フィ）、[ɸe] （フェ）が聞かれる場合があるのが異なる。/hi/ の場合は [çï] （ヒ）と発音されることもある。また /ɛ/ と結合した場合にも [ɸɛ] （フェァ）という発音が聞かれる。しかし、/ha/ と /ho/ に関しては唇の丸めが認められず、共通語と同じように [ha] 、[ho̞] と発音されるのが一般的である。県南方言では [ɸ] が他の地域より顕著に認められ、[ɸa] （ファ）、[ɸo] （フォ）といった発音が確認された地点もある。この発音も中世日本語の古音の残存である。現在ではこの発音はかなり衰退しており、高年層に僅かに残っているに過ぎない。
/p/ と /b/は、/i/ と結合したときに /k/ と /ɡ/ の場合と同じく強く口蓋化して [pɕï] 、[bʑï] と発音される場合があるが、/ki/ や /ɡi/ の場合ほどは規則的ではない。/b/ は語中では鼻音化するが、/p/ は語中でも濁音化しない。
/n/ 、/m/、/r/ の発音は共通語と同じである。/i/ と結合したときの口蓋化の程度は共通語より弱い。また /j/ と /w/ の発音も共通語と同じである。/w/ は共通語と同じく唇の丸めが弱い [ɰ] である。

### 拗音
拗音とは子音が硬口蓋化や円唇化されたもので、硬口蓋化されたものを開拗音、円唇化されたものを合拗音という。現代共通語には開拗音しかない。

#### 開拗音
開拗音は共通語と同じように /kj/ （キャ行）、/sj/ （シャ行）、/cj/ （チャ行）、/nj/ （ニャ行）、/hj/ （ヒャ行）、/mj/ （ミャ行）、/rj/ （リャ行）、/gj/ （ギャ行）、/zja/ （ジャ行）、/bj/ （ビャ行）、/pj/ （ピャ行）が存在する。/a/ 、/u/ 、/o/ と結合した形が全ての行に見られる。/sj/ 、/cj/ 、/zj/ は口蓋化して共通語と同じように [ɕ] 、[ʨ] 、[ʥ] の子音で発音される。南奥羽方言では /si/ （シ）と /su/ （ス）と /sju/ （シュ）、/ci/ （チ）と /cu/ （ツ）と /cju/ （チュ）、/zi/ （ジ）と /zu/ （ズ）と /zju/ （ジュ）がそれぞれ /su/ 、/cu/ 、/zu/ に合流していて /sju/ 、/cju/ 、/zju/ が欠けているが、秋田方言では/su/ と /cu/ と /zu/ が欠けているものの /sju/ と /cju/ と /zju/ は欠けていない。/hi/ 、/he/ が [ɸï] （フィ）、[ɸe] （フェ）と発音される場合、/hja/ なども [ɸʲa] （フャ）のように発音される。

#### 合拗音
共通語のカ 、ガにあたる音節のうち、歴史的仮名遣で「くゎ」「ぐゎ」（または小書きせずに「くわ」「ぐわ」）と書かれるものが、秋田方言においては [kʷa] （クヮ）、[ɡʷa] （グヮ）と発音される。これを合拗音という。合拗音は中世初期に漢字音に伴って日本語に取り入れられたもので、当初は「くゐ」「ぐゐ」「くゑ」「ぐゑ」もあったがこれらは定着せず、「くゎ」「ぐゎ」だけが長く定着した。中世には中央語でも直音の「か」「が」とはっきりと区別されていたが、江戸時代半ばには江戸や京都では区別がなくなった。一方、秋田方言では高年層には歴史的仮名遣に対応する区別が残っている。例えば「火事」（歴史的仮名遣でくゎじ）と「家事」（かじ）はそれぞれ [kʷa ̃ʣï] （クヮンジ）と [ka ̃ʣï] （カンジ）で区別があり、/kwa/ を含む語として「西瓜」（すいくゎ）が [sïˑɡʷa] （シグヮ）、「薬缶」（やくゎん）が [jaɡʷaɴ] （ヤグヮン）などと発音される。また、/ɡwa/ も見られるが、現在の高年層ではこれは語頭の場合に限られ、語中では /ɡa/ と区別なく [ŋa] と発音されることが普通である。例えば「元日」（ぐゎんじつ）は [ɡʷanʣïʦï̥] （グヮンジチ）と発音されるが、「正月」（しゃうぐゎつ）は [ɕoˑŋazï] （ショーカ゜ジ）と発音されるのが普通である。明治30年代以前に生まれた話者には、「正月」にも [ɕoˑŋʷazï] （ショーク゜ヮジ）のような発音が見られた。
本来は合拗音は漢字音にしか現れない音だが、秋田方言では /kuwa/ から /kwa/ への変化により和語にも合拗音が現れる場合がある。例えば「食わない」が [kʷanɛ] （クヮネァ）、「桑」や「鍬」が [kʷa] （クヮ）となることがある。
合拗音は秋田県のほぼ全域に分布していたが、鹿角市花輪町には合拗音が存在しないことが確認されており、一方鹿角市十和田毛馬内の1887年生まれの話者には合拗音が存在することが確認されている。
合拗音は日本の各地に残っていたが、ほとんどの地域で衰退が著しく、秋田も同様である。1900年以前に生まれた話者は合拗音をよく保持していたが、それ以下の年代では消失しかけており、1920年代以降に生まれた話者には個人によって一部の語に見られるに過ぎず、1940年以降に生まれた話者からはほとんど聞くことができない。知識としての合拗音の理解もおおよそ1940年以前に生まれた話者に限られる。現在では高年層でもほとんど合拗音の発音は見られない。合拗音を持たない話者は「火事」と「家事」をどちらも [ka ̃ʣï] （カンジ）と発音し、「食わない」を [kanɛ] （カネァ）と発音する。「桑」「鍬」には/ka/ の形がなく、合拗音を持たない話者には /kuwa/ の形が現れる。

### 有声化と鼻音化
秋田方言では、語中の /k/ （共通語のカ行）、/t/ （共通語のタ、テ、ト）、/c/ （共通語のチ、ツ）は有声化（濁音化）して、それぞれ [ɡ] 、[d] 、[z] と発音される。例えば「坂」は [saɡa] （サガ）、「旗」は [hada] （ハダ）、「道」は [mïzï] （ミジ）と発音される。これは秋田方言の発音の特徴の中でも特に目立つものであり、地元の人々の間でも明確に意識されている。/s/ や /p/ は有声化しない。
この有声化は、促音（ッ）や撥音（ン）の直後の子音には起こらない。例えば「買った」は [kat̚ta] （カッタ）、「三角」は [saŋkaɡɯ̈] （サンカグ）のように発音される。長音の直後の場合は有声化するのが普通だが、稀に有声化しない場合もある。また直前の母音が無声化する場合は、[kɕï̥ta] （北）、[sï̥ta] （舌）のように子音は有声化しない。しかし、「口」（/kuci/）、「机」（/cikue/）のように、子音を挟んで狭母音が連続する場合に、母音の無声化が起こらずに子音の有声化が起こり、[kɯ̈zï] （クジ）、[ʦïɡɯ̈e] （チグエ）のように発音される場合がある。
語中では /ɡ/ 、/d/ 、/z/ 、/b/ が鼻音化する。/ɡ/ は鼻濁音の [ŋ] となり、/d/ 、/z/ 、/b/ は直前に鼻音（前鼻音）が入った [ ̃d] 、[ ̃ʣ] 、[ ̃b] のように発音される。ただし /b/ の場合の鼻音化は必ずしも規則的ではなく、鼻音化する場合も鼻音化の度合いは他の場合より弱い。また、鼻音化も撥音の直後では起こらず、促音の直後には /ɡ/ 、/d/ 、/z/ 、/b/ が来ない。
語中では /k/ 、/t/ 、/c/ が 有声化する一方、/ɡ/ 、/d/ 、/z/ が鼻音化するため、語中での /k/ と /ɡ/ は鼻濁音か非鼻濁音かで区別され、/t/ と /d/ 、/c/ と /z/ は前鼻音の有無で区別されることになる。例えば「開ける」が [aɡeɾɯ̈] （アゲル）で「上げる」は [aŋeɾɯ̈] （アケ゜ル）、「旗」は [hada] （ハダ）で「肌」は [ha ̃da] （ハンダ）、「蜜」は [mïzï] （ミジ）で「水」は [mï ̃ʣï] （ミンジ）のような対立が生じるため、語中でも元々の濁音と有声化により生じた濁音が混同されることはない。前鼻音は特に早い発話ではしばしば直前の母音と融合して鼻母音になり、「肌」が [hãda] 、「水」が [mï̃ʣï] 、「覚える」が [o ̃beɾɯ̈]のように発音される。語頭では語彙的に変化した少数の語を除いて濁音化は起こらない。
語中で濁音が鼻音化する現象も中世の中央語に見られた音の残存である。語中のガ行は、より古い[ ̃ɡ] の発音が山形県の一部や新潟県北部に見られ、秋田県内にもそのような発音をする地域が一部に確認されている。
現在では鼻音化現象は東北地方全体で急速に衰退しており、特に /b/ は高年層においても鼻音化しない発音が普通になりつつある。これは、/p/ が語中で有声化しないため、/b/ が鼻音化しなくても混同が生じるおそれがないためと考えられる。鼻音化の衰退は /b/ 、/z/ 、/d/ 、/ɡ/ の順に著しい。これは中世の中央語で鼻音化が衰退していった順序と一致しており、子音の調音点が前のものから鼻音化がなくなる傾向が認められる。秋田の高年層では /b/ の鼻音化がかなり衰退し、/z/ も鼻音化しない発音が増えつつあるが、/d/ と /ɡ/ は鼻音化するのが普通である。中年層では/b/ はほとんど鼻音化せず、/z/ や /d/ も鼻音化しない発音が増えつつあるが、/ɡ/ の鼻音化は保持されている。若年層では /b/ 、/z/ 、/d/ の鼻音化はほぼ消滅しているが、/ɡ/ が [ŋ] として発音される傾向はかなり強い。これは、標準語で語中のガ行を鼻濁音の [ŋ] で発音することが規範的だと見なされていることも一因である。日本全体で見ると、本来は語中のガ行が鼻濁音になる地域でも鼻濁音の衰退が著しく、例えば東京の若年層では鼻濁音を用いないのがむしろ普通になりつつあるが、それに対して秋田の若年層のガ行鼻濁音保持率はかなり高い。
中年層から若年層にかけては語中のダ行の鼻音化現象が衰退しているのに対して、語中のタ行の有声化現象は比較的よく保持されているため、このような年代では語中のタ行とダ行が同じ発音になり聞いたときに区別できないという問題が生じつつある。

## 特殊音素
秋田方言には、共通語と同じく、/ɴ/ （ン、撥音）、/Q/（ッ、促音）、/R/ （ー、長音）といった特殊音素が認められる。このうち /ɴ/ は、共通語や多くの方言では語頭には現れないが、秋田方言では語頭にも立つことができる。例えば /ɴda/ （[nda] 、ンダ、そうだ）や /ɴɡa/ （[ŋɡa] 、ンガ、お前）、/ɴmɛ/ （[mmɛ] 、ンメァ、旨い）などの例がある。
共通語や大部分の日本語の方言では、/ɴ/ 、/Q/ 、/ʀ/ は /ka/ 、/kja/ のような音節と同じ時間で発音され、例えば「学級新聞」は共通語では「ガ・ッ・キュ・ウ・シ・ン・ブ・ン」のように8つに区切られて、それぞれが「ガ」と同じ長さで等間隔に発音される。このように一定の時間的長さで発音される音の文節単位を拍（モーラ）といい、撥音、促音、長音が一拍（一モーラ）を形成する日本語の方言を「モーラ方言」という。これに対し、撥音、促音、長音が独立した拍を形成せずに直前の音節に従属し、モーラ方言のような等間隔のリズムが十分に存在しない方言を「シラビーム方言」という。秋田方言はシラビーム方言に属する。例えば「学級新聞」は共通語のように8拍に区切られるのではなく、「ガッ・キュー・シン・ブン」のように4音節に区切られ、それぞれがリズムの単位となり、全体としては共通語よりかなり短く発音される。共通語では「新聞」（/siɴbuɴ/）は「渋」（/sibu/）の2倍、「勝った」（/kaQta/）は「肩」（/kata/）の1.5倍、「空気」（/kuRki/）は「茎」（/kuki/）の1.5倍の長さで発音されるといったように拍単位の等時性が認められるが、秋田方言ではそのような拍の等時性が十分に見られない。特に長音の場合にシラビーム方言の色合いが濃く、「空気」と「茎」で発音時間がほとんど変わらないような発音が多い。促音の場合はモーラ方言とシラビーム方言の中間的な状況が、撥音の場合はモーラ方言的な状況が一般的であり、長音のみが短く促音、撥音は共通語と変わらないという発音も見られる。中年層以下ではこのような発音は衰退している。

## 音韻変化
以下では、音韻体系の違いによる規則的な音韻の違いではなく、個別的な現象として現れるものを取り上げる。

### 脱落

#### 子音脱落
秋田方言では、母音 /e/ と結合した場合に、/r/ がしばしば脱落して発音される。例えば「～される」がサエル、「俺」がオエ、「これ」がコエ、「見られる」がミラエルのように発音される。ただし多くの場合は脱落しない発音も並存している。「する」の命令形は、スレからスエを経て母音融合してシェとなり、スレとシェが並存している。「くれる」も同様にクレルからクエルを経てケルとなっている。
また、イワネァ（言わない）、チカワネァ（使わない）のような形から /w/ が脱落してイアネァ、チカーネァのように発音されることもある。さらに、スワッテ（座って）がスアッテを経て、サッテのように変化している場合もある。
/m/ が脱落する場合もある。形式名詞として使用される「-モノ」が-オノ、-オンなどとなったり、推量の「-ンベ」に「-モノ」が付いた「-ンベモノ」が、-ンベオノ、-ンベオン、-ンビョンなどとなっている例がある。県北で多用される理由表現の「タメニ」がタエニと発音されることも多い。また、/ni/（ニ）が /n/ を脱落させて /e/ （エ）となる現象が由利地方に多く見られる。例えば助詞の「-に」が「-エ」と発音されたり、「本当に」がホントニからホントエを経てホンテとなったりする。これは山形県庄内地方の方言に通じる特徴である。

#### 母音脱落
/n/ と母音が結合した音節では、語によっては母音が脱落して撥音化する。例えば-ノカ、-ノダ、-ノトキが-ンカ、-ンダ、-ントキとなったり、ナニモ、ナニカのような形がナンモ、ナンカのようになる場合がある。

#### 音節脱落
音節が脱落する場合としては、ソーイウノワ（そう言うのは）がソーイノワになるように /u/ が脱落する場合、エヤナゴド（嫌なこと）がヤナゴドになるように /e/ が脱落する場合、オモデァ（重たい）がモデァになるように /o/ が脱落する場合、モスコシ（もう少し）がモコシになるように /su/ が脱落する場合、チレデキダ（連れてきた）がチデキダになるように /re/ が脱落する場合、ヤッパリ（やっぱり）がヤッパになるように /ri/ が脱落する場合などがあるが、いずれも個別的なものであり規則的ではない。

### 交替

#### 母音交替
/o/ と /u/ が交替している場合が比較的多い。/u/ が /o/ に変化している例としては、クソリ（薬）、コノガ（小糠）、ノマ（沼）、ノル（塗る）や、オコ゜エシ（鶯）、オンブゲ（産毛）、チヨ（露）、ノコ゜ル（拭う）、ハコ゜ギ（歯茎）、ホダロ（蛍）、モゴ（婿）、モゴー（向こう）、ヨギ（雪）、ヨリ（元結）などの例がある。また、/o/ が /u/ に変化している例として、アスンブ（遊ぶ）、ヌル（乗る）、コユミ（暦）、フルシギ（風呂敷）や、ウグンバ（奥歯）、ヌギ（軒）、マナグ（眼）、ムリ（雨漏り）、ユグ（欲）などの例がある。いずれも語彙的なものであって規則的ではない。
また、/i/ と /e/ が交替している場合もある。/i/ が /e/ に変化している例としてメシェ（店）、シェゲ（堰）、シトメ（蔀）や、メメンジ（蚯蚓）、/e/ が /i/ に変化している例としてトキ゜（棘）、ビロ（涎）、ヤギミシ（焼き飯）などの例がある。

#### 子音交替
ヒキダシ（引き出し）がシキダシ、ヒトリ（一人）がシトリとなるように、/hi/ が /si/ と交替することがある。秋田方言の /hi/ は元々は [ɸï] （フィ）と発音されていたが、唇音性が弱まって [çï] （ヒ）と発音されるようになってきたために、/si/ （[sï]）と音が近付いてこのような交替が起こるようになったものである。
/ta/ が語中で有声化して [da] となり、さらに /ra/ と交替する場合がある。例えば「走っていた」がハシッテラ、「見ていた」がミデラ、「ぶっ叩く」がブッタラグのようになる場合がある。また、「そんな」に相当する「ソンタナ」は、秋田方言で連体形が終止形と同形になるためにソンタンダとなり、さらにソンタラとなる。これは /da/ から /ra/ への交替である。
アレオネ（あれをね）がアデオネとなるような /re/ から /de/ への交替も稀に見られる。
ヤッパリ（やっぱり）、マルッキリ（丸っきり）のような語には、ヤッパシ、マルッキシのように /ri/ から /si/ への交替を起こした形が見られる。
ヤ行音の /j/ が、硬口蓋接近音の [j] から摩擦を強めて有声硬口蓋摩擦音の [ʝ] になり、さらに無声化により無声硬口蓋摩擦音の [ç] になり、そこから無声歯茎硬口蓋摩擦音の [ɕ] や無声声門摩擦音の [h] に変化する現象が見られる。特に「言う」（ユウ）に多い。由利本荘市の子吉や鮎川（旧本荘市）では、ユウがヒュウを経てシュウ、シュとなっており、シュワネァ（言わない）、シュッタ（言った）、シュ（言う）、シュトギ（言うとき）、シュエンバ（言えば）、シュエ（言え）のように活用する。また山本郡三種町鵜川（旧八竜町）でもシュッタ、シュッタッテの形がある。鹿角地方から北秋田地方にかけてもこの現象が見られる。この地方ではワ行五段が規則的にラ行五段になり、「言う」はヘルやシェルの形で現れる。「入れる」もイレルからイエル、イェルを経てシェル、セルになっていることがある。依頼の「～してください」がタンエ、タンシェとなることがあるが、これはタモレからタンイェ、タンヒェを経て変化したものであり、秋田県内ではタモレ、タンエ、タンシェが並存している。
/s/ が /h/ に変化する現象も見られる。例えば「そうですね」がホーンデシネのように発音される。また、近畿から日本海沿いに伝わってきた理由表現の「-さかいに」が、由利地方南部で「-サゲ」とともに「-ハゲ」の形で現れる。由利地方では、本荘のンデゴザリアンホ、ンデゴザラホ、ンデガホ、矢島のンダンダホ（そうでしょう、ソンデゴザリアンショから）のように、ショがホに変化した形もある。このような変化は由利地方と庄内地方に共通して見られる。
語頭で無声の子音が有声に交替する現象が語彙的に見られる。とくにガニ（蟹）、ガメ（亀）、ガンバン（鞄）のように /k/ から /ɡ/ へ変化している例が多い。他にドド（魚）、バジ（蜂）などの例もある。
/ki/ や /kj/ が口蓋化して /ci/ や /cj/ に変化している例も見られる。例えばチャファン（脚絆）やチョー（今日）などの例がある。また、/ɡj/ が /zj/ に変化しているジュニグ（牛肉）のような例や、/zi/ が /ɡi/ に変化しているノキ゜（虹）、チチキ゜（躑躅）、ギシャグ（磁石）のような例もある。

#### 音節交替
/ru/ や /re/ が /n/ や /d/ の直前で撥音に変わる現象が見られる。例えばヤルノガ（やるのか）がヤンナガに、ミデルナ（見ているな
）がミデンナになったり、 ソレナラ（それなら）がソンナラに、ソレンデ（それで）がソンデ）になったりすることがある。
また、/ru/ は /t/ や /k/ の直前で促音に変わることがある。例えばスルトギ（するとき）がスットギに、エルド（居ると）がエット、クルド（来ると）が クット、クルガラ（来るから）がクッカラになることがある。
また、/to/ が /t/ の直前で促音に変わる場合もある。例えばオトトシ（一昨年）がオットシになることがある。
/ku/ が脱落して長母音に変わることもある。例えばヨグ（よく）がヨーになることがある。

### 縮約
複数の音節が一音節に縮められて発音されることを縮約という。
秋田方言では、係助詞の /wa/ （ワ）が直前の音節と縮約されて発音される場合がある。コンドワ（今度は）がコンダとなるように /dowa/ が /da/ に縮約したり、コレワ（これは）がコリャ、ソレワ（それは）がソリャとなるように /rewa/ が /rja/ に縮約される場合がある。
中年層以下の若い世代を中心として、コレデワ（これでは）をコレジャ、ソレデワ（それでは）がソレジャとなるように /dewa/ （デワ）から /zja/ （ジャ）への縮約が見られるが、これは東京の口語の影響であり、高年層はほとんど用いない。「～では」にあたる形は、「～ンダンバ」や「～ンデ」などの形で表すのが一般的である。
動詞の語尾の /ru/ と、助詞の /no/ が縮約して、/runo/ が撥音になることがよく見られる。例えばミデルノンダ（見ているのだ）がミデンダになる。

### 同化
連母音の第二音節が母音のみの場合、逆行同化を起こす。例えばオシエデ（教えて）がオシェデになるような /sie/ から /se/ への変化、アゲテオグ（開けておく）がアゲトグになるような /teo/ から /to/ への変化、コノ アエンダ（この間）からコナエンダになるような /noa/ から /na/ への変化などがある。

### 添加
秋田方言では、音節に促音や撥音、長音といった特殊音節が付加されて発音されることがある。例えば撥音の添加として、アマリ（あまり）がアンマリ、ナニモ（何も）がナンニモと発音されたり、エチモ（いつも）がエッチモ、フタチ（二つ）がフタッチと発音される場合や、ヨグ（よく）がヨーグ、ジット（じっと）がジーットと発音される場合などがある。これには音声的な側面と、心理的な強調の側面とがある。

### 転倒
隣接する音節同士が入れ替わったり、清濁が交代したりして発音されることがある。例えばホトンド（ほとんど）がホドントと発音されたり、ヤガマシ（やかましい）がヤガシマエを経てヤガシメァになったり、オドデナ（一昨日）がオデドナになっていたりする。

## 音韻体系
伝統的な秋田方言に現れる音節を整理すると以下のようになる。上から音素、代表的な音声、この項目で用いる仮名表記の順に記す。
| 子音 | 母音                      | /a/         | /i/         | /u/        | /e/         | /ɛ/         | /o/        | /ja/         | /ju/         | /jɛ/            | /jo/         |
| ---- | ------------------------- | ----------- | ----------- | ---------- | ----------- | ----------- | ---------- | ------------ | ------------ | --------------- | ------------ |
| /Ø/  | 音素                      | /a/         | （/i/）     | /u/        | /e/         | /ɛ/         | /o/        | /ja/         | /ju/         | /jɛ/            | /jo/         |
| /Ø/  | 音声                      | [a]         | （[ï]）     | [ɯ̈]        | [e]         | [ɛ]         | [o]        | [ja]         | [jɯ̈]         | [jɛ]            | [jo̞]         |
| /Ø/  | 表記                      | ア          | （イ）      | ウ         | エ          | エァ        | オ         | ヤ           | ユ           | イェァ          | ヨ           |
| /k/  | 音素                      | /ka/        | /ki/        | /ku/       | /ke/        | /kɛ/        | /ko/       | /kja/        | /kju/        | -               | /kjo/        |
| /k/  | 音声（語頭） 音声（語中） | [ka] [ɡa]   | [kɕï] [ɡʑï] | [kɯ̈] [ɡɯ̈]  | [ke] [ɡe]   | [kɛ] [ɡɛ]   | [ko̞] [ɡo̞]  | [kʲa] [ɡʲa]  | [kʲɯ̈] [ɡʲɯ̈]  | -               | [kʲo̞] [ɡʲo̞]  |
| /k/  | 表記（語頭） 表記（語中） | カ ガ       | キ ギ       | ク グ      | ケ ゲ       | ケァ ゲァ   | コ ゴ      | キャ ギャ    | キュ ギュ    | -               | キョ ギョ    |
| /ɡ/  | 音素                      | /ɡa/        | /ɡi/        | /ɡu/       | /ɡe/        | /ɡɛ/        | /ɡo/       | /ɡja/        | /ɡju/        | -               | /ɡjo/        |
| /ɡ/  | 音声（語頭） 音声（語中） | [ɡa] [ŋa]   | [ɡʑï] [ŋʑï] | [ɡɯ̈] [ŋɯ̈]  | [ɡe] [ŋe]   | [ɡɛ] [ŋɛ]   | [ɡo̞] [ŋo̞]  | [ɡʲa] [ŋʲa]  | [ɡʲɯ̈] [ŋʲɯ̈]  | -               | [ɡʲo̞] [ŋʲo̞]  |
| /ɡ/  | 表記（語頭） 表記（語中） | ガ カ゜     | ギ キ゜     | グ ク゜    | ゲ ケ゜     | ゲァ ケ゜ァ | ゴ コ゜    | ギャ キ゜ャ  | ギュ キ゜ュ  | -               | ギョ キ゜ョ  |
| /s/  | 音素                      | /sa/        | /si/        | -          | /se/        | /sɛ/        | /so/       | /sja/        | /sju/        | /sjɛ/           | /sjo/        |
| /s/  | 音声                      | [sa]        | [sï]        | -          | [ɕe]        | [sɛ]        | [so̞]       | [ɕa]         | [ɕɯ̈]         | [ɕɛ]            | [ɕo̞]         |
| /s/  | 表記                      | サ          | シ          | -          | シェ        | セァ        | ソ         | シャ         | シュ         | シェァ          | ショ         |
| /z/  | 音素                      | /za/        | /zi/        | -          | /ze/        | /zɛ/        | /zo/       | /zja/        | /zju/        | /zjɛ/           | /zjo/        |
| /z/  | 音声（語頭） 音声（語中） | [ʣa] [ ̃ʣa]  | [ʣï] [ ̃ʣï]  | -          | [ʥe] [ ̃ʥe]  | [ʣɛ] [ ̃ʣɛ]  | [ʣo̞] [ ̃ʣo̞] | [ʥa] [ ̃ʥa]   | [ʥɯ̈] [ ̃ʥɯ̈]   | [ʥɛ] [ ̃ʥɛ]      | [ʥo̞] [ ̃ʥo̞]   |
| /z/  | 表記（語頭） 表記（語中） | ザ ンザ     | ジ ンジ     | -          | ジェ ンジェ | ゼァ ンゼァ | ゾ ンゾ    | ジャ ンジャ  | ジュ ンジュ  | ジェァ ンジェァ | ジョ ンジョ  |
| /t/  | 音素                      | /ta/        | -           | -          | /te/        | /tɛ/        | /to/       | -            | -            | -               | -            |
| /t/  | 音声（語頭） 音声（語中） | [ta] [da]   | -           | -          | [te] [de]   | [tɛ] [dɛ]   | [to̞] [do̞]  | -            | -            | -               | -            |
| /t/  | 表記（語頭） 表記（語中） | タ ダ       | -           | -          | テ デ       | テァ デァ   | ト ド      | -            | -            | -               | -            |
| /c/  | 音素                      | /ca/        | /ci/        | -          | -           | -           | /co/       | /cja/        | /cju/        | /cjɛ/           | /cjo/        |
| /c/  | 音声（語頭） 音声（語中） | [ʦa] -      | [ʦï] [zï]   | -          | -           | -           | [ʦo̞] -     | [ʨa] [ʑa]    | [ʨɯ̈] [ʑɯ̈]    | [ʨɛ] [ʑɛ]       | [ʨo̞] [ʑo̞]    |
| /c/  | 表記（語頭） 表記（語中） | ツァ -      | チ ジ       | -          | -           | -           | ツォ -     | チャ ジャ    | チュ ジュ    | チェァ ジェァ   | チョ ジョ    |
| /d/  | 音素                      | /da/        | -           | -          | /de/        | /dɛ/        | /do/       | -            | -            | -               | -            |
| /d/  | 音声（語頭） 音声（語中） | [da] [ ̃da]  | -           | -          | [de] [ ̃de]  | [dɛ] [ ̃dɛ]  | [do̞] [ ̃do̞] | -            | -            | -               | -            |
| /d/  | 表記（語頭） 表記（語中） | ダ ンダ     | -           | -          | デ ンデ     | デァ ンデァ | ド ンド    | -            | -            | -               | -            |
| /n/  | 音素                      | /na/        | /ni/        | /nu/       | /ne/        | /nɛ/        | /no/       | /nja/        | /nju/        | -               | /njo/        |
| /n/  | 音声                      | [na]        | [nï]        | [nɯ̈]       | [ne]        | [nɛ]        | [no̞]       | [nʲa]        | [nʲɯ̈]        | -               | [nʲo̞]        |
| /n/  | 表記                      | ナ          | ニ          | ヌ         | ネ          | ネァ        | ノ         | ニャ         | ニュ         | -               | ニョ         |
| /h/  | 音素                      | /ha/        | /hi/        | /hu/       | /he/        | /hɛ/        | /ho/       | /hja/        | /hju/        | /hjɛ/           | /hjo/        |
| /h/  | 音声                      | [ha]        | [ɸï]        | [ɸɯ̈]       | [ɸe]        | [ɸɛ]        | [ho̞]       | [ɸʲa]        | [ɸʲɯ̈]        | [ɸʲɛ]           | [ɸʲo̞]        |
| /h/  | 表記                      | ハ          | フィ        | フ         | フェ        | フェァ      | ホ         | フャ         | フュ         | フェァ          | フョ         |
| /b/  | 音素                      | /ba/        | /bi/        | /bu/       | /be/        | /bɛ/        | /bo/       | /bja/        | /bju/        | -               | /bjo/        |
| /b/  | 音声（語頭） 音声（語中） | [ba] [ ̃ba]  | [bï] [ ̃bï]  | [bɯ̈] [ ̃bɯ̈] | [be] [ ̃be]  | [bɛ] [ ̃bɛ]  | [bo̞] [ ̃bo̞] | [bʲa] [ ̃bʲa] | [bʲɯ̈] [ ̃bʲɯ̈] | -               | [bʲo̞] [ ̃bʲo̞] |
| /b/  | 表記（語頭） 表記（語中） | バ ンバ     | ビ ンビ     | ブ ンブ    | ベ ンベ     | ベァ ンベァ | ボ ンボ    | ビャ ンビャ  | ビュ ンビュ  | -               | ビョ ンビョ  |
| /p/  | 音素                      | /pa/        | /pi/        | /pu/       | /pe/        | /pɛ/        | /po/       | /pja/        | /pju/        | -               | /pjo/        |
| /p/  | 音声                      | [pa]        | [pï]        | [pɯ̈]       | [pe]        | [pɛ]        | [po̞]       | [pʲa]        | [pʲɯ̈]        | -               | [pʲo̞]        |
| /p/  | 表記                      | パ          | ピ          | プ         | ペ          | ペァ        | ポ         | ピャ         | ピュ         | -               | ピョ         |
| /m/  | 音素                      | /ma/        | /mi/        | /mu/       | /me/        | /mɛ/        | /mo/       | /mja/        | /mju/        | -               | /mjo/        |
| /m/  | 音声                      | [ma]        | [mï]        | [mɯ̈]       | [me]        | [mɛ]        | [mo̞]       | [mʲa]        | [mʲɯ̈]        | -               | [mʲo̞]        |
| /m/  | 表記                      | マ          | ミ          | ム         | メ          | メァ        | モ         | ミャ         | ミュ         | -               | ミョ         |
| /r/  | 音素                      | /ra/        | /ri/        | /ru/       | /re/        | /rɛ/        | /ro/       | /rja/        | /rju/        | -               | /rjo/        |
| /r/  | 音声（語頭） 音声（語中） | [ɺa] [ɾa]   | [ɺï] [ɾï]   | [ɺɯ̈] [ɾɯ̈]  | [ɺe] [ɾe]   | [ɺɛ] [ɾɛ]   | [ɺo̞] [ɾo̞]  | [ɺʲa] [ɾʲa]  | [ɺʲɯ̈] [ɾʲɯ̈]  | -               | [ɺʲo̞] [ɾʲo̞]  |
| /r/  | 表記                      | ラ          | リ          | ル         | レ          | レァ        | ロ         | リャ         | リュ         | -               | リョ         |
| /w/  | 音素                      | /wa/        | -           | -          | -           | /wɛ/        | -          | -            | -            | -               | -            |
| /w/  | 音声                      | [ɰa]        | -           | -          | -           | [ɰɛ]        | -          | -            | -            | -               | -            |
| /w/  | 表記                      | ワ          | -           | -          | -           | ウェァ      | -          | -            | -            | -               | -            |
| /kw/ | 音素                      | /kwa/       | -           | -          | -           | -           | -          | -            | -            | -               | -            |
| /kw/ | 音声（語頭） 音声（語中） | [kʷa] [ɡʷa] | -           | -          | -           | -           | -          | -            | -            | -               | -            |
| /kw/ | 表記（語頭） 表記（語中） | クヮ グヮ   | -           | -          | -           | -           | -          | -            | -            | -               | -            |
| /ɡw/ | 音素                      | /ɡwa/       | -           | -          | -           | -           | -          | -            | -            | -               | -            |
| /ɡw/ | 音声（語頭） 音声（語中） | [ɡʷa] [ŋʷa] | -           | -          | -           | -           | -          | -            | -            | -               | -            |
| /ɡw/ | 表記（語頭） 表記（語中） | グヮ ク゜ヮ | -           | -          | -           | -           | -          | -            | -            | -               | -            |

|      | 撥音 | 促音 | 長音 |
| ---- | ---- | ---- | ---- |
| 音素 | /ɴ/  | /Q/  | /R/  |
| 表記 | ン   | ッ   | ー   |

このような体系は地域によっても多少違いが見られ、また世代ごとにも異なる。
高年層では、ほとんどの地域で /ɛ/ の列があるが、地域によっては無い場合もある。/i/ の音節は多くの地域では数語の一音節語に限られ、共通語のイにあたる音節は大部分が /e/ に統合している。/i/ 単独の音節が全く存在しない場合もある。一方で、/i/ と /e/ の統合が起こっていない地域もある。
高年層では、語中の /ɡwa/ が /ɡa/ にほぼ統合されており、語頭の /ɡwa/ や語頭・語中の /kwa/ も /ka/ に統合されつつある。また/se/ の発音は [ɕe] （シェ）と [çe] （ヒェ）と [he] （ヘ）が、/hi/ の発音は /ɸï/ （フィ）と /çï/ （ヒ）が認められる。
中年層では共通語の影響が大きく、音韻体系も共通語的なものに変わりつつある。/kwa/ と /ɡwa/ は消滅して /ka/ と /ɡa/ に統合されている。/ɛ/ を含む音節は多くの話者で /e/ を含む音節に統合されて失われている。/jɛ/ は /e/ に統合されている。その一方で、共通語の影響で多音節語での /i/ を獲得したり、/su/ 、/zu/ 、/cu/ を獲得したりしている話者が多い。具体的な音声も共通語に近付いている。
若年層では、共通語との音韻体系との違いはほとんど失われているが、語中でのカ行とタ行の有声化、ガ行の鼻濁音化は比較的よく保持されている。